# اما تاهمیزیان
اما تاهمیزیان (ارمنی: Էմմա Տահմիզյան؛ بلغاری: Емма Тахмизян؛ زادهٔ ۱۳ دسامبر ۱۹۵۷) نوازنده پیانو و مربی موسیقی ارمنی‌تبار اهل بلغارستان است.

## زندگی‌نامه
در ۱۳ دسامبر ۱۹۵۷ در پلوودیف به دنیا آمد. نخستین اجرای وی در سطح بین‌المللی در سن ۱۱ سالگی به نمایندگی از کشور بلغارستان مجموعه کنسرت‌هایی در مسکو صورت گرفت. وی از سال ۱۹۷۷ که برنده رقابت رابرت شومان شد مرتباً آثاری را اجرا و ضبط می‌نماید. وی متعاقباً در رقابت بین‌المللی چایکوفسکی (۱۹۸۲)، رقابت لیدز (۱۹۸۴)، و رقابت ون کلیبرن (۱۹۸۵) موفق به کسب جوایزی شد. تاهمیزیان در آوریل ۲۰۰۷ برای نخستین بار کنسرتو پیانو سباستیان کوریر را اجرا نمود. وی از مدرسه جولیارد فارغ‌التحصیل شده‌است. تاهمیزیان هم‌اکنون در دانشگاه ایالتی لاورنس ویسکانسین تدریس می‌نماید:

## یادداشت
1. ↑  Sebastian Currier